# Mohora megállóhely
Mohora megállóhely a Nógrád vármegyei Mohora község vasúti megállóhelye, melyet a MÁV üzemeltet. A belterület keleti részén helyezkedik el, közúti elérését a 2108-as útból kiágazó 21 329-es számú mellékút teszi lehetővé.

## Vasútvonalak
A megállóhelyet az alábbi vasútvonalak érintik:
- Aszód–Balassagyarmat–Ipolytarnóc-vasútvonal

## Kapcsolódó állomások
A megállóhelyhez az alábbi állomások vannak a legközelebb:
- Magyarnándor vasútállomás (Aszód–Balassagyarmat–Ipolytarnóc-vasútvonal)
- Szügy megállóhely (Aszód–Balassagyarmat–Ipolytarnóc-vasútvonal)

## Kapcsolódó szócikkek

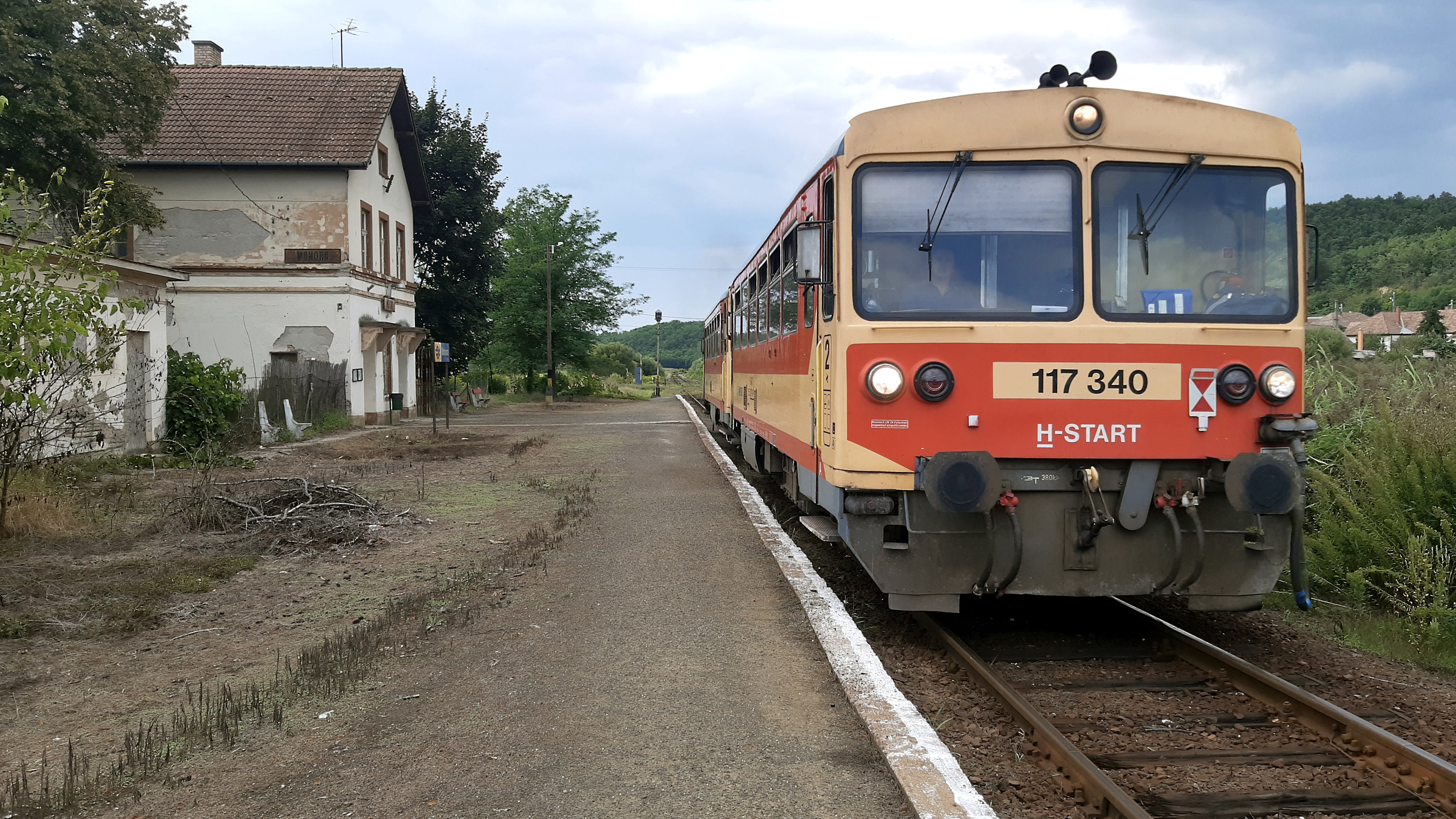
A 117 340 pályaszámú motorvonat kifut Mohora állomásról

## Forgalom
| Járat | Útvonal | Gyakoriság |
| ----- | --- | ---------- |
| S780  | (Hatvan – Tura – Galgahévíz – Hévízgyörk –) Aszód – Iklad-Domony – Iklad-Domony felső – Galgamácsa – Galgagyörk – Püspökhatvan – Acsa-Erdőkürt – Galgaguta – Nógrádkövesd – Becske alsó – Magyarnándor – Mohora – Szügy – Balassagyarmat | 2 óránként |